# Platja de Carnota

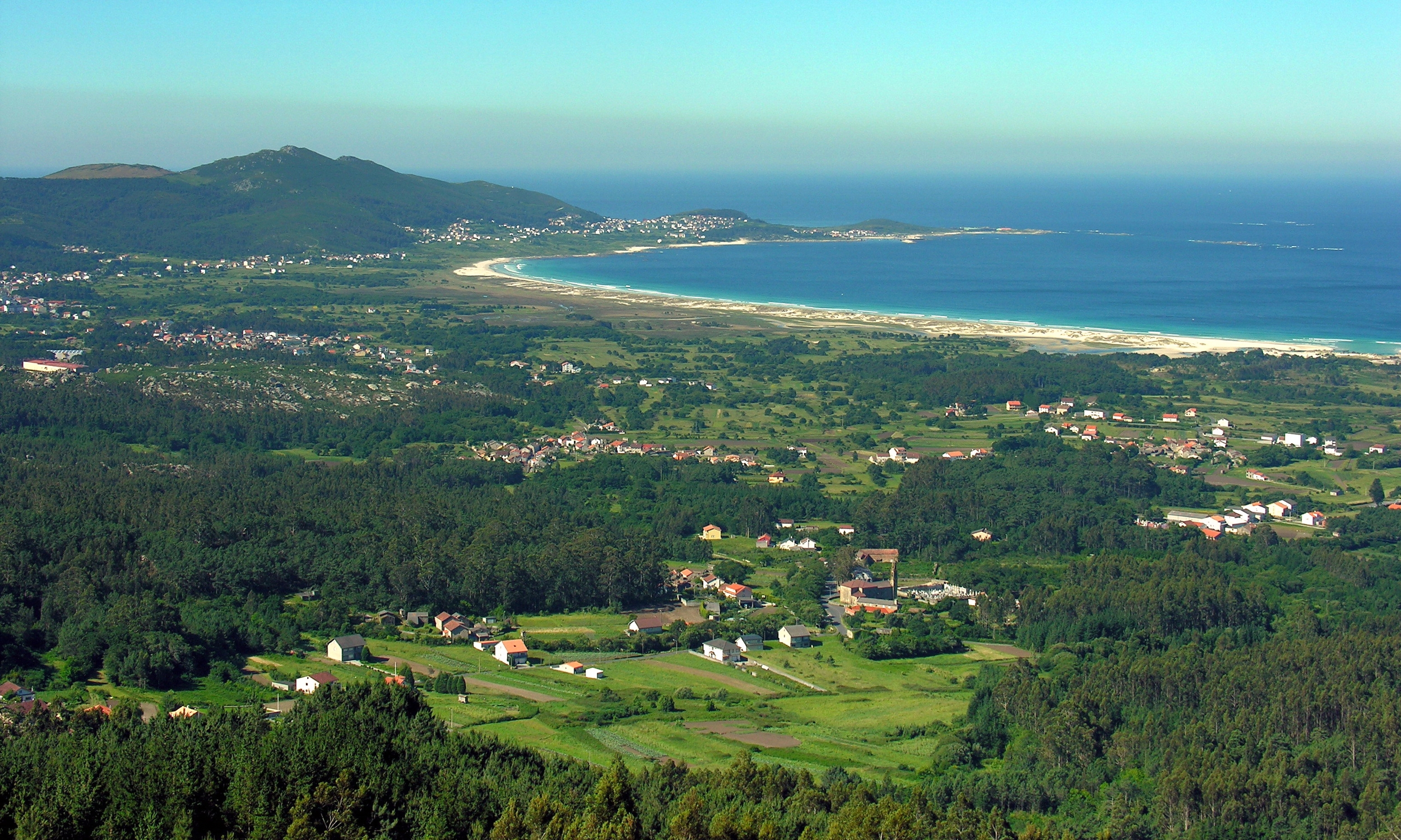
Platja de Carnota

La platja de Carnota és una platja situada al litoral del municipi gallec de Carnota, a la província de la Corunya. Amb més de set quilòmetres de longitud, és considerada la platja més gran de Galícia. Amb baixamar l'arenal supera els 500 metres d'amplada en alguns trams.
La seva llacuna interior i la zona de marismes i dunes acullen una gran varietat d'aus migratòries, sotmeses a un deteriorament ecològic especialment perillós en els últims anys, com el cas de la marea negra del Prestige.
La platja de Carnota forma un espai natural juntament amb el Monte Pindo, anomenat Carnota-Monte Pindo, catalogat com lloc d'importància comunitària i inclòs a la Xarxa Natura 2000. L'espai, amb 4.629 hectàrees, inclou també part dels municipis veïns de Cee, Dumbría i Mazaricos, entre les ries de Corcubión i Muros i Noia.
Per la riquesa i varietat d'ecosistemes, així com per la seva bellesa, la platja de Carnota va ser considerada per la revista alemanya Traum Sträde com una de les cent millors del món. A més, el butlletí de notícies rentalia.com, en un sondeig amb més de 2.000 opinions, la va situar entre les tres millors de Galícia.

## Galeria d'imatges

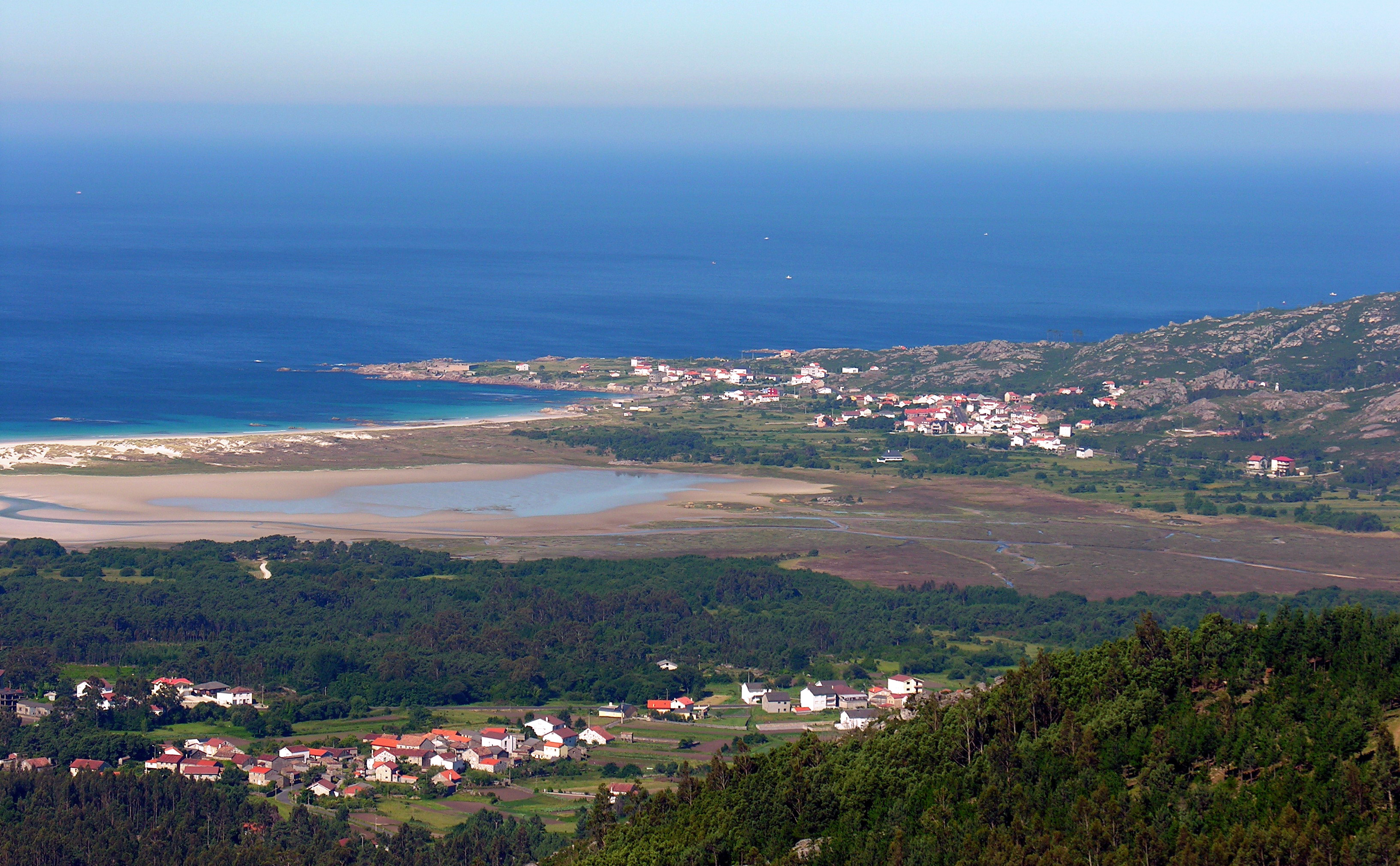
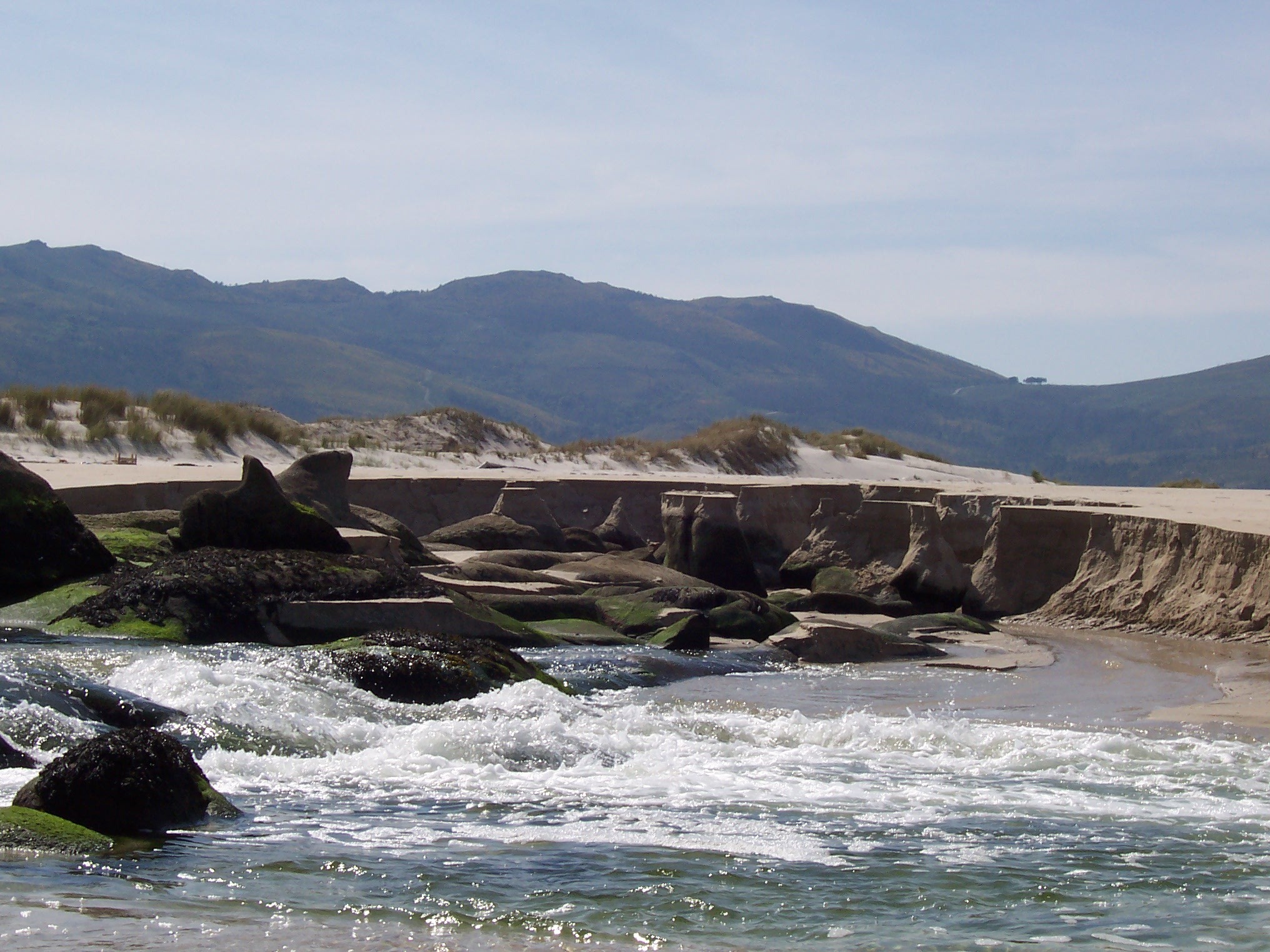
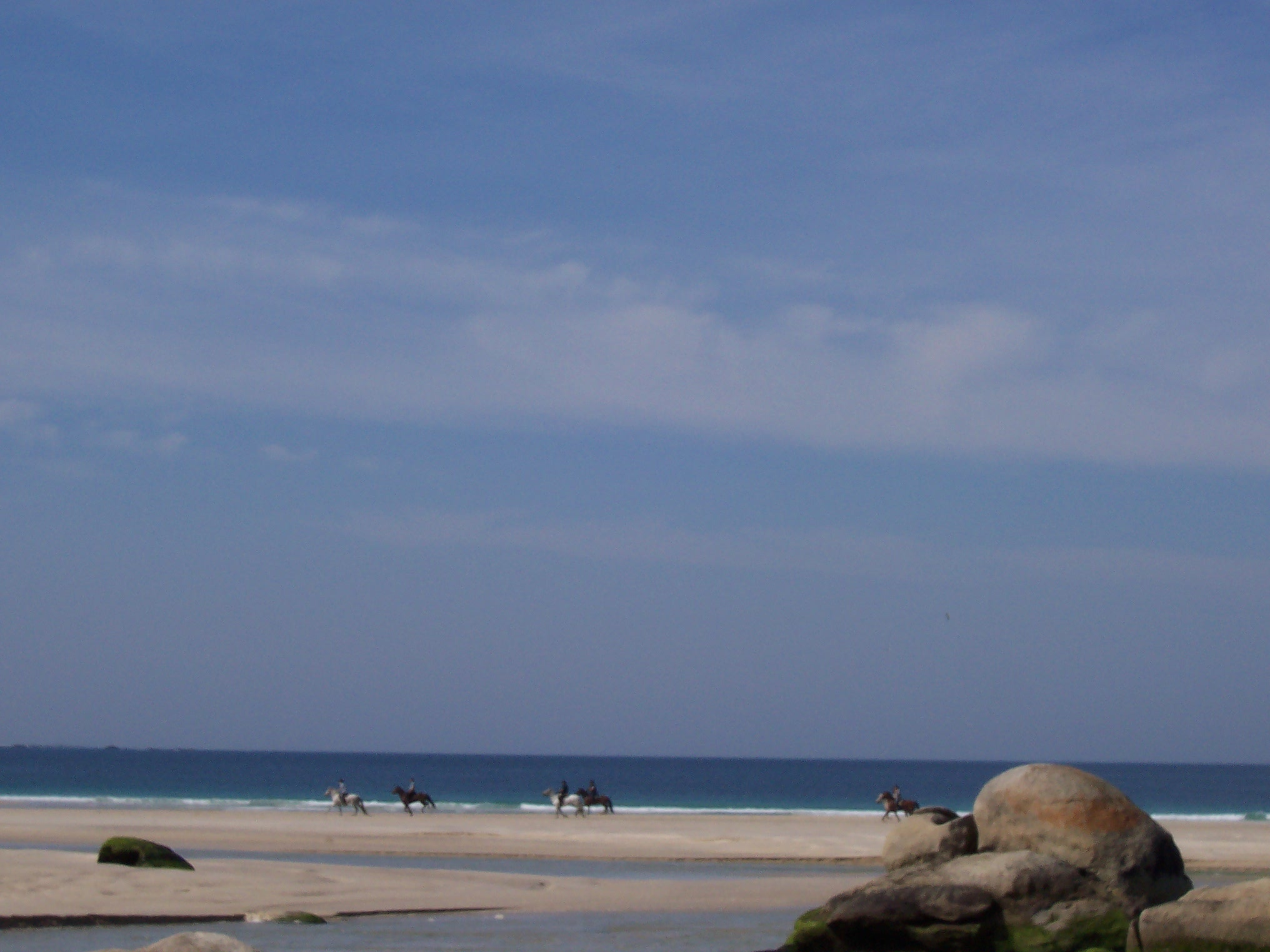
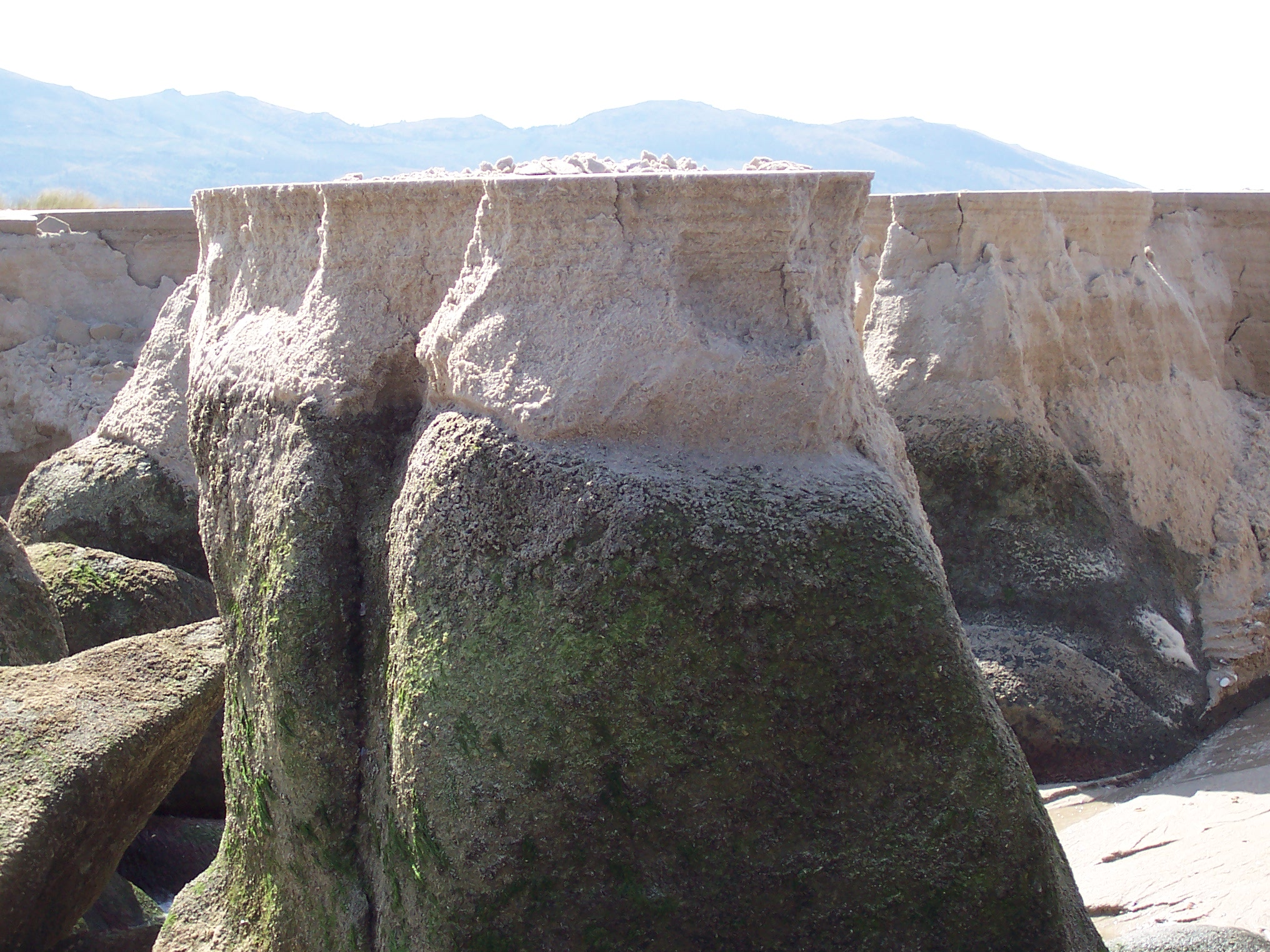